# Langflossensalmler
Der Langflossensalmler (Bryconalestes longipinnis, Syn.: Brycinus longipinnis, (Lat. „longipinnis“ – mit langen Flossen)) ist ein Süßwasserfisch, der im tropischen Afrika von Liberia bis Kongo in fließenden Gewässern des Regenwalds vorkommt.

## Merkmale
Männliche Langflossensalmler werden 12 bis 13 cm lang, Weibchen bleiben kleiner. Die Grundfarbe der Fische ist olivgrün bis olivgelb mit einem silbrigen Glanz. Den unteren Teil des Schwanzflossenstiels ziert ein breites, schwarzes Längsband, das sich verschmälernd auf die mittleren Schwanzflossenstrahlen fortsetzt. Darüber befindet sich eine golden schimmernde Zone. Der obere Teil der Iris leuchtet rot. Männchen besitzen eine verlängert Rücken- und Afterflosse. Beim Weibchen ist die Afterflosse konkav, beim Männchen mit geradem Rand. Die Flossenfarbe ist grau, bei Jungfischen gelblich bis rötlich.
- Flossenformel: Dorsale 2/8, Anale 3/18–20.
- Schuppenformel: mLR 24–30.

## Lebensweise
Langflossensalmler sind Schwarmfische und halten sich in den oberen Bereichen ihrer Wohngewässer auf. Sie bewohnen sowohl große Flüsse als auch kleine Bäche und sind die einzige Brycinus-Art, die auch kleinere Fließgewässer besiedelt. Sie ernähren sich von Insekten, anderen Wirbellosen und pflanzlichem Material. Die Nahrung wird nur von der Wasseroberfläche und aus dem freien Wasser, nicht vom Gewässerboden aufgenommen. Die Fische sind sehr produktiv. Ein Weibchen legt pro Laichvorgang bis zu 2800 relativ hartschalige Eier die nicht haften. Sie haben einen Durchmesser von 2,2 bis 2,6 mm. Die Jungfische schlüpfen bei einer Wassertemperatur von 26 – 28 °C nach 6 bis 7 Tagen. Eine Brutpflege findet nicht statt.

## Systematik
Der Langflossensalmler wurde im Jahr 1864 durch den deutschen Ichthyologen Albert Günther unter der Bezeichnung Brachyalestes longipinnis erstmals wissenschaftlich beschrieben. Die Terra typica liegt in Sierra Leone, die Syntypen kommen aus dem Kongo. Später wurde die Art den Gattungen Alestes und Brycinus zugeordnet.  Seit 2005 gehört sie zu Bryconalestes.
Wahrscheinlich handelt es sich beim Langflossensalmler nicht um eine einzelne Art, sondern um einen Schwarm verschiedener, kryptischer Arten.